# Mesosa niasica
Mesosa niasica är en skalbaggsart som först beskrevs av Stefan von Breuning 1935.  Mesosa niasica ingår i släktet Mesosa och familjen långhorningar. Inga underarter finns listade i Catalogue of Life.